# The Fall of Montezuma
The Fall of Montezuma è un cortometraggio muto del 1912 diretto da Harry McRae Webster.

## Produzione
Il film fu prodotto dalla Essanay Film Manufacturing Company. Alcune scene furono girate in Indiana.

## Distribuzione
Distribuito dalla General Film Company, il film - un cortometraggio in tre bobine - uscì nelle sale cinematografiche statunitensi il 15 settembre 1912.